# Římskokatolická farnost Dolní Bečva
Římskokatolická farnost Dolní Bečva je územním společenstvím římských katolíků v rámci Olomoucké arcidiecéze a děkanátu Valašské Meziříčí s farním kostelem svatého Antonína Paduánského a filiálním kostelem svaté Zdislavy.

## Historie
Dlouhou dobu byla Dolní Bečva přifařena k rožnovské farnosti. Koncem 19. století vznikla myšlenka na stavbu kostela přímo v obci. Kostelní jednota, která organizovala stavbu, vznikla v roce 1895. Samotná stavba kostela včetně přilehlé farní a hospodářské budovy trvala od 3. dubna do 17. listopadu 1906. Kostel byl pouze požehnán (benedikován) rožnovským farářem Antonínem Přibylem a to 16. června 1907. Samotná farnost vznikla 13. srpna 1908, kdy vydalo rozhodnutí olomoucké arcibiskupství. Až do konce roku 2016 zahrnovala farnost jen obec Dolní Bečvu. K 1. lednu 2017 však byla do farnosti začleněna sousední obec Prostřední Bečva s kostelem svaté Zdislavy, který byl do té doby součástí farnosti Hutisko.

## Duchovní správci
První farář R. D. Alois Kusala byl v nově zřízené farnosti jmenován 2. června 1909. Nejdéle ve farnosti působil R. D. Bohuslav Hruškovský a to od roku 1944 do roku 1984. Od 1. července 2010 je farářem R. D. Mgr. Petr Dujka, rodák z Nového Hrozenkova.

## Bohoslužby
| Kostel                   | Místo            | Bohoslužba (den)                    | Hodina | Poznámka        |
| ------------------------ | ---------------- | ----------------------------------- | --- | --------------- |
| sv. Antonína Paduánského | Dolní Bečva      | neděle pondělí čtvrtek pátek sobota | 8.30 17.00 (zimní čas), 18.00 (letní čas) 17.00 (zimní čas), 18.00 (letní čas) 17.00 (zimní čas), 18.00 (letní čas) 7.00 | farní kostel    |
| sv.Zdislavy              | Prostřední Bečva | neděle středa                       | 10.00 17.30 | filiální kostel |

## Aktivity farnosti
Na území farnosti se pravidelně pořádá Tříkrálová sbírka. V roce 2018 se při ní vybralo 109 287 korun v Dolní Bečvě, v Prostřední Bečvě pak 84 980 korun.
Poslední návštěva arcibiskupa olomouckého Mons. Jana Graubnera ve farnosti proběhla 29. října 2016 při udělování svátosti biřmování ve farním kostele sv. Antonína Paduánského na Dolní Bečvě. 4. listopadu 2017 pak svátost biřmování uděloval ve filiálním kostele na Prostřední Bečvě pomocný olomoucký biskup Mons. Josef Nuzík. 
K pravidelným akcím pořádaným ve farnosti patří maškarní karneval, farní ples, velikonoční misijní jarmark, májové poutě na Kamenném a u Dobré vody, poutě ke svaté Zdislavě a svatému Antonínovi, průvod o Božím Těle obcí, Cyrilometodějská pouť na Radhošti, Loučení s prázdninami, pouť k Panně Marii bolestné v Horním Rozpitém, rorátní mše svaté, svatoštěpánská koleda.